# Roet (periodiek)
Roet (ondertitel: Drents letterkuundeg tiedschrift) is een periodiek (kwartaalblad) waarvan de eerste editie verscheen op 1 april 1979. Het werd uitgegeven door Martin Koster, later door Stichting het drentse boek uit Zuidwolde.
Initiatiefnemers hiervan waren Martin Koster en Ton Kolkman.
Aanvankelijk was het blad geheel Drentstalig, maar na tien jaar werd er ook Nederlandstalig werk toegelaten. In de eerste jaren verscheen er veel vertaalde poëzie in Roet. En altijd was er ruimte voor kritieken.
'Roet' werd in Groningen nagevolgd door 'Krödde' en in Oost-Friesland door 'Diesel'.